# Vrångtjärn
Vrångtjärn är en by i Hassela socken och Nordanstigs kommun, Hälsingland. Den ligger vid Vrångtjärnen. Den legendariske spelmannen Hultkläppen bodde i Vrångtjärn sina sista levnadsdagar.
Byn väntar ännu på att elektrifierats.